# Peter Wilhelm Lund
Peter Wilhelm Lund (født 14. juni 1801 i København, død 5. maj 1880 i Lagoa Santa, Brasilien) var en dansk naturforsker. Han var yngre broder til grosserer Johannes Christian Lund.

## Tidlig interesse for naturvidenskab
Allerede som dreng viste Peter Wilhelm Lund en usædvanlig begavelse og lærelyst, forenet med den personlige elskværdighed, der i hans senere liv vandt ham så mange trofaste venner. Hans tidligt vækkede interesse for naturvidenskaberne fandt støtte hos faderen og rigelig næring ved hyppige ekskursioner fra landstedet "Rosenlund" ved Jagtvejen. 1818 blev han dimitteret fra Borgerdydskolen. Det var Lunds hensigt at studere medicin, men hans varme interesse for naturvidenskaberne bragte ham hurtig til at opgive denne plan, og efter faderens død (1820) kastede han sig med al sin energi over sit yndlingsstudium. Han begyndte sin videnskabelige virksomhed med besvarelsen af 2 prisopgaver, som Københavns Universitet og Videnskabernes Selskab havde udsat 1824; den første forlangte en fremstilling af blodomløbet hos de 10føddede krebsdyr, den anden en redegørelse for de videnskabelige resultater af den nyere tids vivisektioner. På samme dag vandt Lund prisen for begge besvarelser, og medens den fysiologiske afhandling, der udkom på tysk, straks skaffede ham et anset navn i udlandet, have senere undersøgelser for det andet arbejdes vedkommende vist, at Lund med fuld ret hævdede rigtigheden af flere iagttagelser, der bestredes af så dygtige mænd som Henri Milne-Edwards og Jean Victoire Audouin.

## Sygeophold i Rio
Kort efter viste det sig, at han var angrebet af en begyndende lungetuberkulose, og det blev besluttet, at han skulle søge at genvinde sit helbred ved nogle års ophold i Brasilien. 28. september 1825 afgik han med skib direkte til Rio, hvor han ankom 8. december, og i hvis skønne omegn han forblev til januar 1829. På talrige udflugter havde han benyttet tiden til at gøre en mængde videnskabelige iagttagelser og foretage betydelige indsamlinger af dyr og planter, som han skænkede til de københavnske samlinger. Kort efter sin hjemkomst i april 1829 udgav han sin bekendte lille afhandling De genere Euphones, for hvilken han samme år modtog doktorgraden fra Kiels Universitet. Andre resultater af hans første ophold i Brasilien foreligger i hans afhandling om et mærkeligt anatomisk forhold hos en brasiliansk grib, Sur la conformation particulière du jabot chez l’Urubu (Annales des sciences 1832), og i hans iagttagelser over brasilianske myrer og deres biologi (Annales des sciences 1831), hvoraf et også for lægfolk interessant uddrag findes i Dansk Ugeskrift II. Hans arbejde over de kamgællede snegles tidligste udviklingshistorie skyldes ligeledes hans første ophold i Brasilien; som helhed foreligger arbejdet kun på fransk (Annales des sciences 1834). Sommeren 1829 tilbragte Lund mellem slægt og venner i hjemmet, men af helbredshensyn turde han ikke blive vinteren over i Danmark. I efteråret rejste han over Wien til Rom, hvor han ankom 19. januar 1830. Hans fine, for alle skønhedsindtryk stærkt modtagelige natur blev mægtig påvirket af de rige kunstskatte og det ejendommelige folkeliv, men trangen til videnskabeligt arbejde drev ham snart videre. På Sicilien foretog han sammen med J.F. Schouw en større botanisk fodrejse, men under opholdet der fik han efterretning om sin moders død, en meddelelse, der gjorde det dybeste indtryk på ham og blev skæbnesvanger for hans liv. Hvor stærkt han end følte sig knyttet til vennerne i hjemmet, var moderen dog det stærkeste bindeled mellem dette og ham, og nu, da han havde mistet hende, opgav han tanken om at vende tilbage til Danmark for at tilbringe resten af sit liv der. Over Geneve, hvor han gjorde bekendtskab med den berømte botaniker de Candolle, ankom han i september til Paris, hvor han trådte i forbindelse med mange af datidens største videnskabsmænd. I april 1831 blev han medlem af det danske Videnskabernes Selskab, og i juli samme år ankom han til København, hvor han tog ophold hos sin yngste broder, der kort forinden havde ægtet Søren Kierkegaards søster. I oktober samme år forlod han hjemmet, men ved ankomsten til Hamborg var det skib, med hvilket han skulle have rejst til Rio, afgået, og han måtte vente en hel måned på ny skibslejlighed. Det afgåede skib hørte man aldrig senere noget til.

## Udforskning af huler
Midt i januar 1832 nåede Lund til Rio, hvor han i 4 måneder opholdt sig i den danske ministers, grev F. Reventlows, gæstfrie hus. Her stiftede han bekendtskab med botanikeren Ludwig Riedel, der var vendt tilbage fra en videnskabelig ekspedition i Brasiliens indre og forberedte en ny. Med denne mand gjorde Lund talrige mindre rejser i provinsen Rio, forinden de i forening tiltrådte deres store ekspedition 12. oktober 1833. I begyndelsen af 1834 nåede de til São Carlos, hvor de forblev regntiden over, og trængte derefter frem gennem ukendte egne, indtil de i september ankom til Curvelo. Her fik Lund første gang lejlighed til at undersøge nogle kalkhuler med levninger af en forsvunden dyreverden, et fund, der betegner et vendepunkt i hans liv, i det det førte hans fremtidige virksomhed ind på helt nye baner. Han ville dog ikke bryde den med Riedel trufne aftale, men fortsatte rejsen med ham til Ouro Preto, hvor ekspeditionen skulle opløses. Her blev imidlertid Riedel meget syg, og Lund benyttede da det derved fremkaldte ufrivillige ophold til at udarbejde sin bekendte afhandling: Bemærkninger over vegetationen på de indre højsletter af Brasilien ( Videnskabernes Selskab Skrifter 1835). I februar 1835 skiltes Lund fra Riedel for over Lagoa Santa at vende tilbage til sine "mystiske Huler". På denne tur traf han tilfældig den norske kunstner Peter Andreas Brandt, der ville søge sin lykke hinsides oceanet og nu fandt den i samlivet med Lund, hos hvem han som en trofast ven forblev til sin død 1862. Hans betydelige talent for tegning kom Lund til uvurderlig nytte, og de talrige afbildninger til Lunds arbejder over de uddøde brasilianske hvirveldyr skyldes ham. I foråret 1835 bosatte Lund sig i Curvelo, hvorfra han begyndte udgravningen af den kort forinden opdagede prægtige Maquiné-Hule. Resultatet af denne undersøgelse foreligger i en større afhandling: Om Huler i Kalksten i det indre af Brasilien (Videnskabernes Selskab Skrifter 4. række VI), i hvilken han blandt andet giver en fængslende beskrivelse af denne hules vidunderlige skønhed og i større træk skildrer hulernes topografiske og geognostiske forhold. I september 1836 rejste han fra Curvelo til Lagoa Santa, der fra nu af til hans død blev hans stadige opholdssted. Med store personlige ofre og med utrættelig energi fortsatte Lund i de følgende år sine epokegørende huleundersøgelser. Hans navn blev berømt over hele den videnskabelige verden, og dog nåede han selv kun til at bearbejde en forholdsvis ringe del af det uhyre materiale, han bragte til veje. under fællestitelen Blik paa Brasiliens Dyreverden før sidste Jordomvæltning publicerede han i  Videnskabernes Selskab Skrifter en række afhandlinger, af hvilke den sidste blev trykt i 12. bind (1846).

## Den naturvidenskabelige samling
Men Lund nøjedes ikke med at berige videnskaben; han skænkede sit fædreland sine uvurderlige samlinger. Tilbuddet blev modtaget med fortjent tak, dog mere i ord end i gerning. Hvor meget der end kan siges til undskyldning, så står den kendsgerning dog fast, at der gik en lang årrække, indtil vinteren 1859-60, inden der blev taget alvorlig fat på udpakning og opstilling af de kostbare samlinger, selvom Lund havde stillet den betingelse, at det skulle ske uden for stor forhaling. At der endelig blev gjort noget ved samlingerne skyldtes nevøen Troels Frederik Troels-Lund der i 1859 gennem anonyme indlæg i avisen Fædrelandet gjorde opmærksom på situationen. Professor Reinhardt som var sat til at tage sig af udstillingen kunne ikke komme med noget overbevisende modsvar, og snart blev der fra regeringens side taget initiativ til at iværksætte den lovede udstilling.

## Vegeterende kontemplativ tilstand
Med året 1844 må Lunds videnskabelige virksomhed betragtes som afsluttet. Resten af sit liv tilbragte han for størstedelen i en vegeterende kontemplativ tilstand. Hans brystsygdom var, trods anstrengende arbejde, ofte under usunde og vanskelige forhold, blevet standset ved opholdet i det varme klima, men den blev senere afløst af stærke neuralgiske smerter og en svaghedstilstand, der tiltog i årenes løb og krævede den største forsigtighed. Hans sygelighed og sorgen over den vanskæbne, der havde ramt hans samlinger i hjemmet, fik ham til at opgive et påtænkt besøg der. Efter at hans ven Brandt var død 1862, henvendte han sig til professor Johannes Theodor Reinhardt, som flere gange havde besøgt ham i Lagoa Santa, om at få en yngre dansk videnskabsmand over til sig, og valget faldt på botanikeren Eugen Warming, som tilbragte 3 år hos ham. Efter Warmings hjemrejse i 1866 blev stillingen overtaget af tyskeren W. Behrens, der i 1874 afløstes af Lunds landsmand P. W. de Roepstorff, som blev hos ham som sekretær og oplæser, indtil Lund i slutningen af maj 1880 døde af et brystonde. Trods sin legemlige svaghed og stærke lidelser vedligeholdt Lund til sit sidste øjeblik sin varme kærlighed til sit fædreland og sin slægt. Han blev begravet i Lagoa Santas Campos, og hans hvilested der fredes af en yngre slægt, for hvem han i livet var en faderlig ven og velgører.
Han var ugift. 1848 havde han fået titel af professor ved Københavns Universitet, 1839 Ridder af Dannebrog, 1846 Ingenio et arti og 1873 Dannebrogordenens Kommandørkors.
Der findes en tegning fra Brasilien 1847, litograferet samme år, fra I.W. Tegner & Kittendorff; også udgivet i træsnit, tegnet af Anton Dorph, 1862. Der er opsat mindetavler 1936 i Zoologisk Museum i København og i Nationalmuseet i Rio de Janeiro, begge med portrætrelief udført af Carl Martin-Hansen fra 1931. På Lunds grav findes en buste udført af Antonino Mattos, 1935. Olga Wagner lavede i 1936 et udkast til et mindesmærke over Lund.